# Akademicki Certyfikat Jakubowy
Akademicki Certyfikat Jakubowy, tzw. Compostela akademicka, hiszp. Compostela Universitaria – rodzaj dokumentu świeckiego potwierdzającego przebycie Drogi św. Jakuba. Dokument ten wybrać mogą osoby, które ze względów światopoglądowych nie chcą otrzymać certyfikatu (Compostelli) wydawanej przez władze archidiecezji Santiago de Compostela lub osoby, które chcą posiadać dwa dokumenty. Certyfikat wydaje Stowarzyszenie Absolwentów Uniwersytetu Nawarry (Asociación Alumni Universidad de Navarra).